# José Antonio de Echávarri
José Feliz Antonio de Echávarri Alday, (Gordejuela, País Vasco; 18 de mayo de 1789-Filadelfia, Pensilvania; 15 de junio de 1834) fue un militar español que, tras su llegada a Nueva España (y posteriormente México) se destacó como miembro fundador del ejército Trigarante durante la última etapa de la guerra de independencia y gobernador provisional de Puebla.

## Biografía
Fue bautizado el 20 de mayo de 1789 en la parroquia de san Juan del Molinar, en Gordejuela (Gordexola) España. Hijo de Juan Antonio de Echávarri y Diez de Sollano y de Francisca Aldai de Sasia. Llegó a la Nueva España por el año de 1816, y se unió al ejército realista.
En febrero de 1821 se adhirio al Plan de Iguala, tomando el 22 de junio San Luis de la Paz.
En 1827 se le vinculó con la fallida conspiración de Joaquín Arenas, que pretendía restaurar a Fernando VII de España en México. Fue expulsado del país junto con el general Pedro Celestino Negrete.

## Familia
Tuvo tres hijos dentro del matrimonio: Gabriel Antonio del Pilar de Echávarri y Mateos (1824), José Manuel Román de Echávarri y Mateos (1825) y Félix Antonio de Echávarri y Mateos (1827).
Tuvo por lo menos tres hijos fuera del matrimonio con la bisnieta de los marqueses de Uluapa, María Rosa Filomena Mateos y Díaz (1806-1863).